# イマジン (漫画)
『イマジン』は、槇村さとるによる日本の漫画作品。『コーラス』（集英社）1994年10月号から1999年12月号に連載。著名な建築士の母親と、彼女に女手ひとつで育てられてきたOLの母娘関係を中心に、仕事や恋に自分らしさを模索する女性を描いた作品。単行本全11巻が集英社から発売された。

## あらすじ
美津子と有羽は、母娘2人暮らし。親密な親子関係だが、それぞれ大人の女性として仕事に恋に、自分の人生を生きる。有羽は、会社の同僚・田中の持つ空気感に心惹かれ、美津子はテレビ局の敏腕ディレクター・本能寺と恋愛関係となる。恋に不慣れな有羽は、自分の想いに正直に田中に思いを告げ、心が通じ合うが、田中は元恋人の貴子と友人関係を続けており、心は穏やかでない。一方、美津子は、本能寺との関係は割り切ったものと考え、駆け引きの恋をしていたが、彼を自分の人生の一部としていくことを考え始める。

## 主な登場人物
飯島 有羽（いいじま ゆう）
主人公。不動産会社のOL。転勤してきた田中に惹かれ、恋人となる。
飯島 美津子（いいじま みつこ）
有羽の母親。一級建築士でスタジオ・ミツコ社長。43歳。有羽が幼い頃に離婚し、女手一つで育ててきた。仕事は有能だが、恋多き女。家では有羽の世話がなくては生活できない。
田中 洋平（たなか ようへい）
有羽の同僚。25歳。仙台支社から転勤してきた有能な社員。
本能寺 俊彦（ほんのうじ としひこ）
テレビ局の敏腕ディレクター。後にプロデューサーとなる。TV出演した美津子と出会い、恋人となる。
奥山 大輔（おくやま だいすけ）
有羽の同僚。28歳。大阪支社から転勤してきた。体育会系だが軟派。

## 書誌情報
新書判
- 槇村さとる 『イマジン』 集英社〈YOUNG YOUコミックス コーラスシリーズ〉、全11巻（＊レーベル番号は、5巻以降付与を停止）。
  1. 1995年08月21日発売[3] 、〈YYC：200〉、ISBN 4-08-864200-7
  2. 1996年01月19日発売[4] 、〈YYC：222〉、ISBN 4-08-864222-8
  3. 1996年06月19日発売[5] 、〈YYC：248〉、ISBN 4-08-864248-1
  4. 1996年10月18日発売[6] 、〈YYC：266〉、ISBN 4-08-864266-X
  5. 1997年04月19日発売[7] 、ISBN 4-08-864293-7
  6. 1997年09月19日発売[8] 、ISBN 4-08-864322-4
  7. 1998年04月17日発売[9] 、ISBN 4-08-864363-1
  8. 1998年11月19日発売[10] 、ISBN 4-08-864401-8
  9. 1999年04月19日発売[11] 、ISBN 4-08-864431-X
  10. 1999年09月17日発売[12] 、ISBN 4-08-864456-5
  11. 1999年12月17日発売[2] 、ISBN 4-08-864472-7

文庫判
- 槇村さとる 『イマジン』 集英社〈集英社文庫（コミック版）〉、全7巻
  1. 2002年7月23日発行、〈文庫：ま6-29〉、ISBN 4-08-617821-4
  2. 2002年7月23日発行、〈文庫：ま6-30〉、ISBN 4-08-617822-2
  3. 2002年9月23日発行、〈文庫：ま6-31〉、ISBN 4-08-617823-0
  4. 2002年9月23日発行、〈文庫：ま6-32〉、ISBN 4-08-617824-9
  5. 2002年11月20日発行、〈文庫：ま6-33〉、ISBN 4-08-617825-7
  6. 2002年11月20日発行、〈文庫：ま6-34〉、ISBN 4-08-617826-5
  7. 2002年11月20日発行、〈文庫：ま6-35〉、ISBN 4-08-617827-3

### 併録作品
- Let it be （新書判・第2巻の巻末p.145-199収録／初出：『コーラス』1994年7月創刊号）
- 絹の手袋 （新書判・第3巻の巻末p.143-192収録／初出：ザ・マーガレット1993年10月20日号増刊『コーラス』No.3）
- 棘のない薔薇 （新書判・第7巻の巻末p.145-194収録／初出：『コーラス』1997年10月号）